# مارثا رولدوس
مارثا رولدوس (غواياكيل، 1963) اقتصادية وسياسية من إكوادور. كان والداها الرئيس السابق للجمهورية خايمي رولدوس أغيليرا ومارثا بوكارام، اللذان لقيا حتفهما في حادث تحطم طائرة في مقاطعة لوجا في عام 1981.
كانت نائبة في الكونغرس الوطني والجمعية التأسيسية الإكوادورية، وممثلة حزب شبكة الأخلاق والديمقراطية التي يقودها عمها ليون رولدوس أغيليرا. كانت مرشحة لمنصب رئيس الجمهورية في الانتخابات الرئاسية لعام 2009 مع إدواردو ثين.